# Terremoto di Taggia del 1831
Il terremoto di Taggia fu un evento naturale catastrofico che colpì la zona dell'imperiese, tra i maggiori centri urbani di Taggia e Sanremo, la mattina del 26 maggio 1831.
Con un magnitudo stimato intorno ai 5.5 - e che provocò danni a circa quindici paesi e borghi del circondario ponentino, basso piemontese e nizzardo - è considerato per gravità secondo dopo il più devastante e luttuoso terremoto di Diano Marina del 1887.
La scossa, avvertita dalla popolazione alle ore 10.30, interessò principalmente le località di Taggia (dove fu localizzato l'epicentro, lungo la faglia Saorge-Taggia), Bussana e frazioni di Sanremo, Pompeiana, Perinaldo, Castellaro e altri borghi e comuni del circondario taggiasco-sanremese. Dalle fonti storiche, approssimative o incomplete per alcune zone (come, ad esempio, per la zona a nord dell'epicentro) nonostante la drammaticità dell'evento, non si evincono vittime o il numero di feriti. Tuttavia, sono riportati i danni strutturali a case ed edifici come a Bussana.
Di li a poco avverrà una pronta ricostruzione dei siti, ma secondo alcuni storici frettolosa o in malo modo tanto che in alcuni centri il successivo terremoto di Diano Marina del 1887 raderà nuovamente al suolo i borghi già devastati dall'evento del 1831.